# Zoellneria rosarum
Zoellneria rosarum är en svampart som beskrevs av Velen. 1934. Zoellneria rosarum ingår i släktet Zoellneria och familjen Sclerotiniaceae.   Inga underarter finns listade i Catalogue of Life.